# When I Need You
«When I Need You» es una canción popular escrita por Albert Hammond y Carole Bayer Sager. Fue interpretada por primera vez por Hammond en su álbum de 1976 When I Need You. El mismo Hammond grabaría una versión en español llamada "Si me amaras".
La versión de Leo Sayer, producida por Richard Perry, fue un éxito en todo el mundo, alcanzando el número uno de la lista UK Singles Chart del Reino Unido por dos semanas en febrero de 1977  En Estados Unidos llegó al primer puesto de la lista Billboard Adult Contemporary y del Billboard Hot 100 por una semana en mayo de 1977. También fue número uno en varios países como Canadá, Irlanda y Zimbabue.

## Posicionamiento en listas
| Lista (1977)                           | Máxima posición |
| -------------------------------------- | --------------- |
| Australia (Kent Music Report)          | 8               |
| Bélgica (Flandes) (Ultratop 50)        | 2               |
| Bélgica (Valonia) (Ultratop 50)        | 16              |
| Canadá (RPM Adult Contemporary)        | 2               |
| Canadá (RPM Top Singles)               | 1               |
| Irlanda (IRMA)                         | 1               |
| Países Bajos (Dutch Top 40)            | 3               |
| Países Bajos (Mega Single Top 100)     | 2               |
| Nueva Zelanda (Recorded Music NZ)      | 4               |
| Reino Unido (Official Charts Company)  | 1               |
| Estados Unidos (Billboard Hot 100)     | 1               |
| Estados Unidos (Adult Contemporary)    | 1               |
| Estados Unidos (Hot R&B/Hip-Hop Songs) | 94              |
| Estados Unidos (Cash Box Top 100)      | 1               |
| Sudáfrica (Springbok Radio)            | 2               |
| Zimbabue (Record Chart ZIMA)           | 1               |

## Personal
- Leo Sayer - voz
- James Newton Howard - sintetizador
- Bobby Keys - saxofón
- Michael Omartian – piano eléctrico
- Dean Parks - guitarra eléctrica
- Jeff Porcaro - batería
- Willie Weeks - bajo

## Otras Versiones
Céline Dion también interpretó esta canción para su álbum de 1997 Let's Talk About Love. Otras versiones estuvieron a cargo de Perry Como, Rod Stewart, Alpha Blondy, Cliff Richard y Luther Vandross. En español han grabado versiones  Lani Hall, retitulada "Si me amaras", para su álbum de 1985 Es Fácil Amar, producido por Albert Hammond, Julio Iglesias como el tercer y último sencillo de su álbum de versiones de 1990, Starry Night y la  agrupación mexicana Yndio («Me haces falta... Te necesito»).